# Taravao (Aitutaki)

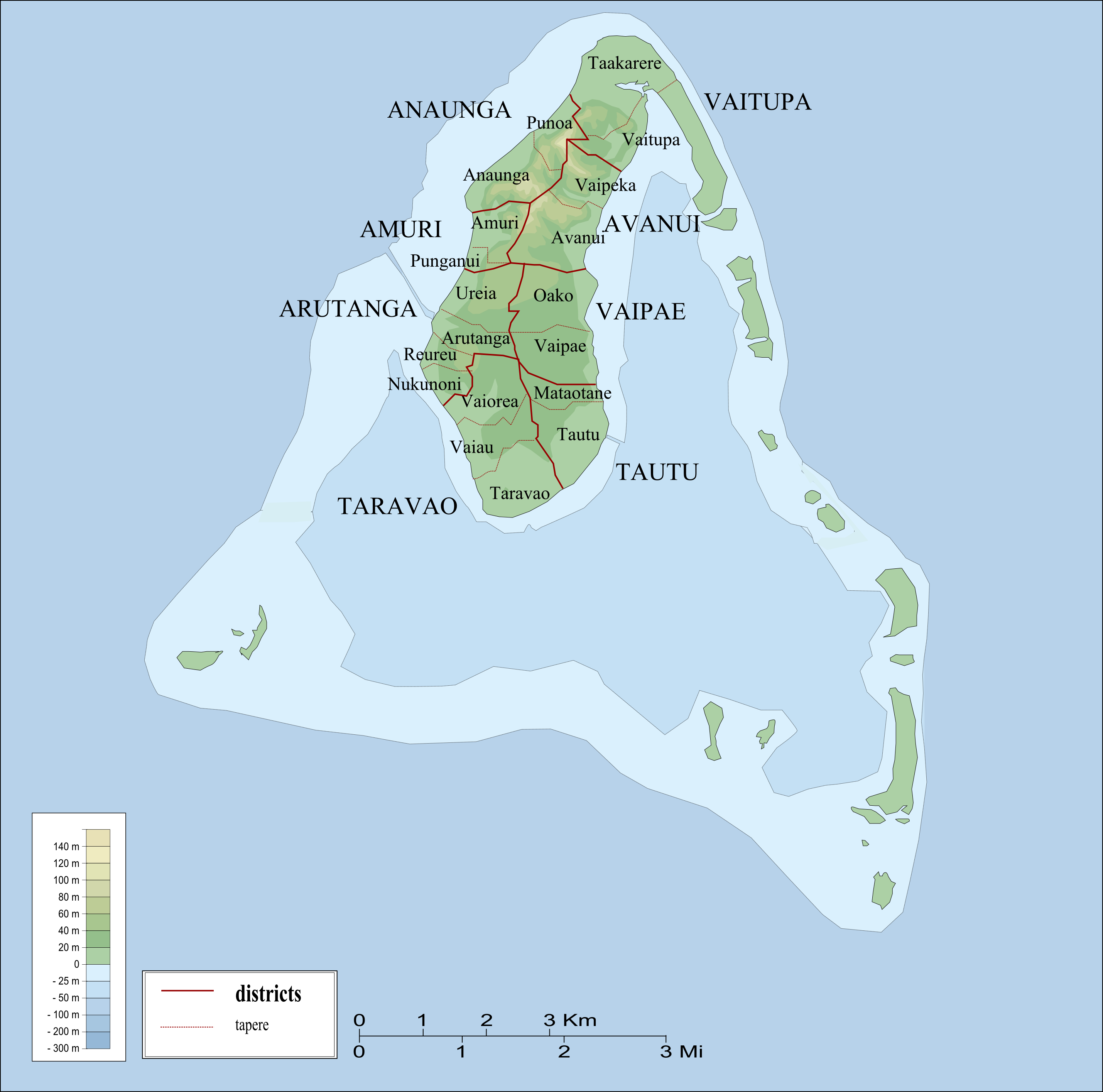
Districts et tapere d'Aitutaki

Taravao est l'un des huit districts de l'île d'Aitutaki aux îles Cook. Il s'étend sur toute la partie sud et sud ouest de l'île. Taravao fait partie de la circonscription électorale de Arutanga-Reureu-Nikaupara et est constitué de trois tapere : 
- Vaiorea,
- Vaiau,
- Taravao,

18° 52′ 42″ S, 15° 58′ 45″ O : vue satellite sur Taravao. 